# 25089 Sanabria-Rivera
25089 Sanabria-Rivera (tên chỉ định: 1998 RN25) là một tiểu hành tinh vành đai chính. Nó được phát hiện bởi dự án Nghiên cứu tiểu hành tinh gần Trái Đất Lincoln ở Socorro, New Mexico ngày 14 tháng 9 năm 1998. Nó được đặt theo tên Betsaira Sanabria-Rivera.